# Zontoetredingsfactor
De zontoetredingsfactor (ZTA) geeft aan welk gedeelte van de zonne-energie die op een vertrek valt uiteindelijk in het vertrek terechtkomt.  Een ZTA van 0,45 betekent dat 45% van de opvallende zonnewarmte in het vertrek terechtkomt. 
Het deel van de energie dat door straling direct binnenkomt warmt het vertrek met grote vertraging op omdat de muren en vloeren waar de straling uiteindelijk opvalt eerst zelf moeten opwarmen voordat ze de luchttemperatuur door convectie gaan opwarmen. Het deel van de energie dat als convectieve energie binnenkomt, beïnvloedt wel direct de luchttemperatuur. Daarom is naast de ZTA ook de CF (convectiefactor) van belang. Deze geeft aan welk deel van de binnenkomende zonne-energie convectief is. Een CF van 0,30 geeft aan dat 30% van de zonne-energie direct aan de lucht wordt afgegeven door convectie. Dit kan het geval zijn bij (binnen)zonwering etc.